# Diazénylium
Le cation diazénylium est une espèce chimique de formule N2H+, correspondant à une structure de la forme N≡N+–H. Il est présent dans le milieu interstellaire et est un élément important de la caractérisation physicochimique des nuages moléculaires, où il sert de traceur pour cartographier des molécules difficiles à détecter, telles que l'azote N2 qui est dépourvu de moment dipolaire. Il donne également des informations sur les réactions chimiques qui se déroulent dans ces environnements — plus particulièrement celles impliquant de l'azote — ainsi que sur la fraction de matière ionisée qui s'y trouve, voire sur les variations de densité et sur la distribution des vitesses au sein de ces nuages.
N2H+ émet principalement à 93,174 GHz, une région du spectre électromagnétique où l'atmosphère terrestre est transparente, et possède une épaisseur optique significative dans le nuages froids et chauds, ce qui le rend facile à observer à l'aide d'équipements au sol.